# Municipio de Milford (Illinois)
El municipio de Milford (en inglés: Milford Township) es un municipio ubicado en el condado de Iroquois en el estado estadounidense de Illinois. En el año 2010 tenía una población de 1659 habitantes y una densidad poblacional de 14,45 personas por km².

## Geografía
Según la Oficina del Censo de los Estados Unidos, el municipio tiene una superficie total de 114.84 km², de la cual 114,84 km² corresponden a tierra firme y (0 %) 0 km² es agua.

## Demografía
Según el censo de 2010, había 1659 personas residiendo en el municipio de Milford. La densidad de población era de 14,45 hab./km². De los 1659 habitantes, el municipio de Milford estaba compuesto por el 97,47 % blancos, el 0,24 % eran afroamericanos, el 0,06 % eran amerindios, el 0,06 % eran asiáticos, el 1,51 % eran de otras razas y el 0,66 % eran de una mezcla de razas. Del total de la población el 2,83 % eran hispanos o latinos de cualquier raza.